# Bernardo I di Werle
Bernardo I di Werle (1245 – 1286) è stato un principe di Meclemburgo signore di Werle e di Prisannewitz.

## Biografia

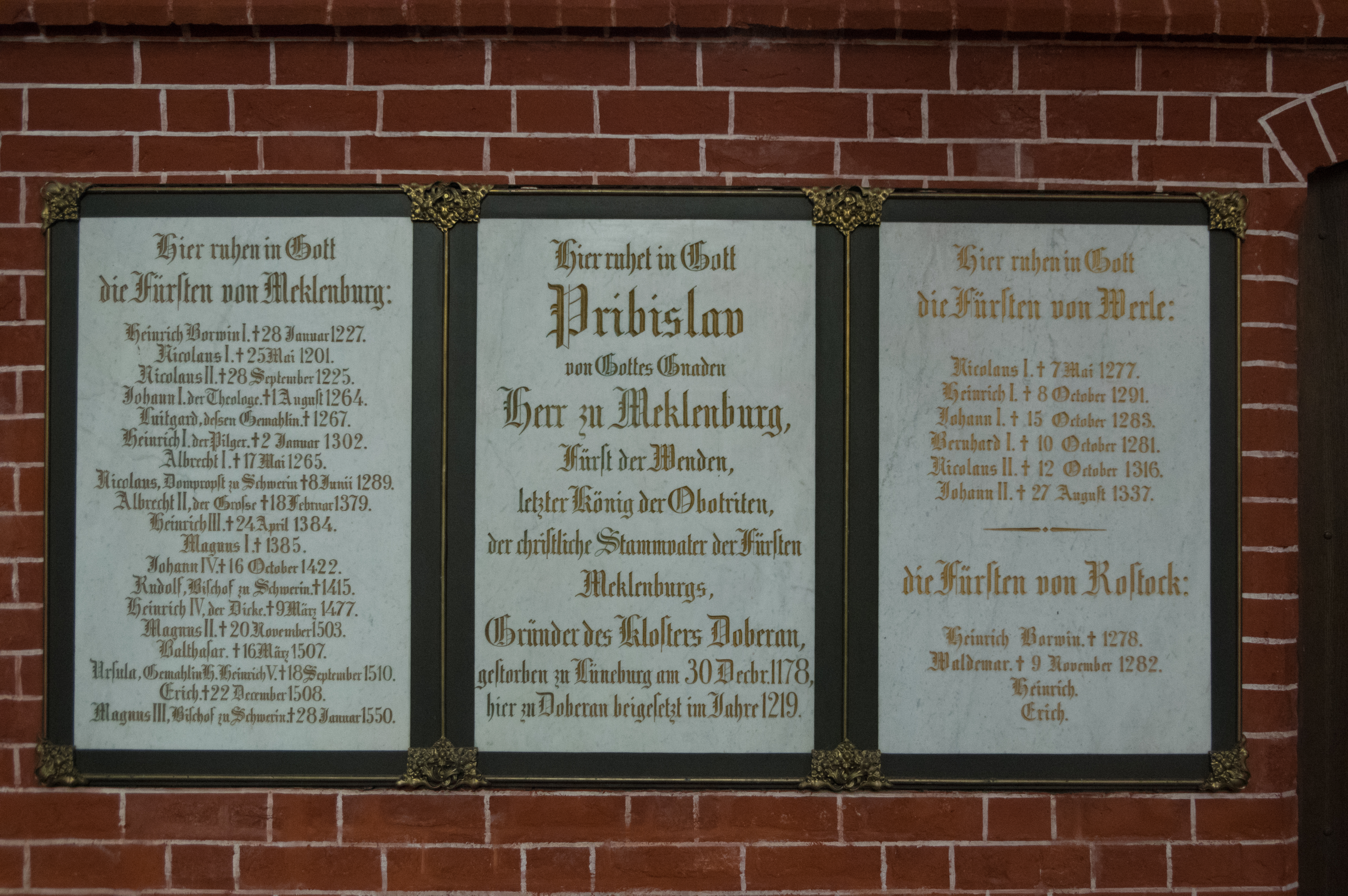
Memoriale della casata di Werle nel duomo di Doberan

Bernardo I di Werle era figlio di Nicola I di Werle.
Alla morte del padre, nel 1277, Bernardo e i suoi fratelli, Giovanni ed Enrico I governarono insieme la signoria di Werle fino al 1281, poi suddivisero la signoria. Enrico diede luogo alla linea Werle-Güstrow, Giovanni alla linea Werle-Parchim, e Bernardo prese il territorio di Prisannewitz (attuale Dummerstorf).
Successivamente non si hanno molte notizie di Bernardo. Non si hanno notizie di matrimoni e di figli, ed anche la sua data di morte non è certa.
Secondo il necrologio di Doberan è morto il 10 ottobre 1281, ma un successivo documento del 9 marzo 1282 lo dà ancora in vita a quella data. In un documento del 3 marzo 1288 viene indicato come defunto. Secondo alcune fonti morì nel 1286.
Di sicuro fu sepolto nel duomo di Doberan.

## Ascendenza
|                                           |                                |                                                        | Genitori                           |  |  | Nonni |  |  | Bisnonni                                 |  |  | Trisnonni                           |  |
|                                           |                                |                                                        |                                    |  |  |       |  |  | Enrico Borwin I, principe di Meclemburgo |  |  | Pribislavo, granduca di Meclemburgo |  |
|                                           |                                |                                                        |                                    |  |  |       |  |  | Enrico Borwin I, principe di Meclemburgo |  |  | Pribislavo, granduca di Meclemburgo |  |
|                                           |                                | …                                                      |                                    |  |  |       |  |  | Enrico Borwin I, principe di Meclemburgo |  |  |                                     |  |
| Enrico Borwin II, principe di Meclemburgo |                                |                                                        |                                    |  |  |       |  |  | Enrico Borwin I, principe di Meclemburgo |  |  |                                     |  |
|                                           |                                | …                                                      | …                                  |  |  |       |  |  |                                          |  |  |                                     |  |
|                                           |                                | …                                                      | …                                  |  |  |       |  |  |                                          |  |  |                                     |  |
|                                           |                                | …                                                      | …                                  |  |  |       |  |  |                                          |  |  |                                     |  |
| Nicola I, signore di Werle                |                                | …                                                      |                                    |  |  |       |  |  |                                          |  |  |                                     |  |
|                                           |                                | Sverker II, re di Svezia                               | Carlo VII, re di Svezia            |  |  |       |  |  |                                          |  |  |                                     |  |
|                                           |                                | Sverker II, re di Svezia                               | Carlo VII, re di Svezia            |  |  |       |  |  |                                          |  |  |                                     |  |
|                                           |                                | Sverker II, re di Svezia                               | Kristina Stigsdotter Hvide         |  |  |       |  |  |                                          |  |  |                                     |  |
| Cristina di Svezia                        |                                | Sverker II, re di Svezia                               |                                    |  |  |       |  |  |                                          |  |  |                                     |  |
|                                           |                                | Benedikta Ebbesdotter Hvide                            | Ebbe Sunesson Hvide                |  |  |       |  |  |                                          |  |  |                                     |  |
|                                           |                                | Benedikta Ebbesdotter Hvide                            | Ebbe Sunesson Hvide                |  |  |       |  |  |                                          |  |  |                                     |  |
|                                           |                                | Benedikta Ebbesdotter Hvide                            | …                                  |  |  |       |  |  |                                          |  |  |                                     |  |
| Bernardo I, signore di Werle              |                                | Benedikta Ebbesdotter Hvide                            |                                    |  |  |       |  |  |                                          |  |  |                                     |  |
|                                           | Bernardo III, duca di Sassonia | Alberto I, margravio di Brandeburgo e duca di Sassonia |                                    |  |  |       |  |  |                                          |  |  |                                     |  |
|                                           | Bernardo III, duca di Sassonia | Alberto I, margravio di Brandeburgo e duca di Sassonia |                                    |  |  |       |  |  |                                          |  |  |                                     |  |
|                                           | Bernardo III, duca di Sassonia | Sofia di Winzenburg                                    |                                    |  |  |       |  |  |                                          |  |  |                                     |  |
| Enrico I, principe di Anhalt              | Bernardo III, duca di Sassonia |                                                        |                                    |  |  |       |  |  |                                          |  |  |                                     |  |
|                                           |                                | Brigitta di Danimarca                                  | Canuto V, re di Danimarca          |  |  |       |  |  |                                          |  |  |                                     |  |
|                                           |                                | Brigitta di Danimarca                                  | Canuto V, re di Danimarca          |  |  |       |  |  |                                          |  |  |                                     |  |
|                                           |                                | Brigitta di Danimarca                                  | Elena di Svezia                    |  |  |       |  |  |                                          |  |  |                                     |  |
| Jutta di Anhalt                           |                                | Brigitta di Danimarca                                  |                                    |  |  |       |  |  |                                          |  |  |                                     |  |
|                                           |                                | Ermanno I, langravio di Turingia                       | Ludovico II, langravio di Turingia |  |  |       |  |  |                                          |  |  |                                     |  |
|                                           |                                | Ermanno I, langravio di Turingia                       | Ludovico II, langravio di Turingia |  |  |       |  |  |                                          |  |  |                                     |  |
|                                           |                                | Ermanno I, langravio di Turingia                       | Giuditta di Svevia                 |  |  |       |  |  |                                          |  |  |                                     |  |
| Ermengarda di Turingia                    |                                | Ermanno I, langravio di Turingia                       |                                    |  |  |       |  |  |                                          |  |  |                                     |  |
|                                           |                                | Sofia di Baviera                                       | Ottone I, duca di Baviera          |  |  |       |  |  |                                          |  |  |                                     |  |
|                                           |                                | Sofia di Baviera                                       | Ottone I, duca di Baviera          |  |  |       |  |  |                                          |  |  |                                     |  |
|                                           |                                | Sofia di Baviera                                       | Agnese di Loon                     |  |  |       |  |  |                                          |  |  |                                     |  |
|                                           |                                | Sofia di Baviera                                       |                                    |  |  |       |  |  |                                          |  |  |                                     |  |